# Императорский амазон
Императорский амазон (лат. Amazona imperialis) — птица семейства попугаевых.

## Внешний вид
Длина тела 45 см. Основная окраска зелёная с тёмным окаймлением по краям перьев. Лоб и щёки — коричневые. Ушки красно-коричневые. Часть головы, грудь и брюшко фиолетовые. Подхвостье оливковое с голубым окаймлением. Крылья зелёные. Первостепенные маховые фиолетовые. Второстепенные — с фиолетовыми кончиками. На второстепенных маховых имеется вишнёвое «зеркало». Окологлазные кольца коричневые. Радужка оранжевая. Лапы и клюв серые.

## Распространение
Обитает на острове Доминика (Малые Антильские острова), изображён на флаге страны. Два амазона на гербе Доминики являются щитодержателями.

## Образ жизни
Населяет влажные тропические сельвы, горы до высоты 500—1400 м над уровнем моря.

## Угрозы и охрана
Находится на грани исчезновения из-за разрушения естественной среды обитания, охоты и незаконного отлова с целью продажи. К концу XX века в дикой природе насчитывалось около 100 особей. Находится под программой защиты.